# 董均伦
董均伦（1917年—2004年），男，山东威海人，中国民间故事搜集家、作家，曾任中国民间文艺研究会理事，山东省作家协会名誉主席。